# Bicoxidens flavicollis
Bicoxidens flavicollis är en mångfotingart som beskrevs av Carl Graf Attems 1928. Bicoxidens flavicollis ingår i släktet Bicoxidens och familjen Spirostreptidae. Inga underarter finns listade i Catalogue of Life.